# Зграда матичарског здања у Новом Саду
Зграда матичарског здања у Новом Саду изграђена је у периоду између 1885. и 1889. године. Заштићена је као споменик културе од 1997. године. Објекат се налази у Железничкој улици, у близини Јерменске цркве. Данас су у овој згради смештени градска управа, матичар и други административни садржаји.

## Историја
Зграда је изграђена крајем 19. века у продужетку Главне улице. Изграђена је за потребе новосадског племића и жупана Феликса Парчетића. Име пројектанта и архитекте остаје непознато, али је забележено да почетком 20. века зграда постаје посед др Армина Касовица који је предузео и темељну обнову ове грађевине. Рестаурација и конзервација изведене су током 1994. и 1995. године. Том приликом су многе слике рестауриране, а неке су и дислоциране.

## Изглед
Зграда је пространа и има један спрат. У основи је у облику слова П са два дугачка дворишна крила. Део фасаде се истиче репрезентативним колским улазом и масивним зиданим балконом. Главну фасаду крактерише девет вертикала отвора и у средишту плитки ризалит. Фасада је декорисана бројним орнаментима попут лављих глава, балустера, фризова, мушких маски итд. Балкон носи пет сликовитих конзола. Посебно је значајна и занимљива конзола у лику повијеног старца са пастирским шеширом на глави.
Ентеријер је богат декоративном пластиком што сведочи о економској моћи и култури живљења власника палате. Умеће новосадског гипсара и вајара Јулија Аника уочљиво је на плафонима степенишног простора, две свечане сале и у просторном холу, али и на зидовима. Плафони многих соба украшени су и осликани са фигурама анђела.